# Santa Margherita di Belice
Santa Margherita di Belice es una comuna siciliana, en la provincia de Agrigento.

## Evolución demográfica
| Gráfica de evolución demográfica de Santa Margherita di Belice entre 1861 y 2001 |
|                                                                                  |
| Fuente ISTAT - elaboración gráfica de Wikipedia                                  |

- Datos: Q432677
- Multimedia: Santa Margherita di Belice / Q432677

1. ↑  Worldpostalcodes.org, código postal n.º 92018.
2. ↑  «Codici Catastali». Comuni-italiani.it (en italiano). Consultado el 29 de abril de 2017.